# Chrystus podnoszący swoje szaty (obraz Jerónima Jacinty Espinosy)
Chrystus podnoszący swoje szaty (hiszp. Cristo recogiendo sus vestiduras) – powstały w XVII wieku obraz autorstwa hiszpańskiego malarza barokowego Jerónima Jacinty Espinosy.
Dzieło znajduje się w Muzeum El Greco w Toledo w Hiszpanii.

## Opis
W pismach Nowego Testamentu brak opisu zachowania Chrystusa po ubiczowaniu. Sama kara biczowania poświadczona jest przez prawie wszystkich ewangelistów. Ubiczowany Espinosy jest prawie nagi. Zgięty podnosi z ziemi swoją tunikę. Jego postać zdaje się być rozświetlona promieniami słońca. Trzy postacie to postronni obserwatorzy, którzy żywo reagują na to, co widzą.
Scenę po ubiczowaniu Chrystusa przedstawili na swoich obrazach także dwaj inni malarze hiszpańskiego baroku: Murillo oraz Zurbarán.